# 伊瑟罗达
伊瑟罗达（德語：Isseroda，發音：[ɪsəˈʁoːda]）是德国图林根州魏玛地区县曾经的一个市镇，面积3.91平方千米，2017年12月31日人口为565人。2019年12月31日，伊瑟罗达所属的格拉默河谷管理共同体解散，其与另外8个成员市镇合并为新市镇格拉默塔尔。